# Erhan Güven
Pour les articles homonymes, voir Güven.
Erhan Güven est un footballeur turc né le 15 mai 1982 à Ankara en Turquie. Il joue au poste d'arrière latéral.

## Carrière en club
Il a commencé sa carrière de footballeur à Gençlerbirliği SK. Il a joué pendant la saison 2000-2001 dans l’équipe PAF de Gençlerbirliği. La saison suivante il commence sa carrière professionnelle avec l’équipe pilot Hacettepe SK. Il a été prêté une demi-saison à Kayseri Erciyesspor. Il retourne à Gençlerbirliği pendant la saison 2004-2005 et devient l’un des joueurs indispensables du club. Il a été transféré au début de la saison 2008-2009 à Ankaraspor. Le 5 juin 2009, il signe un contrat de trois ans avec Besiktas JK. Besiktas avait donné contre Erhan son jeune joueur Aydın Karabulut. Le facteur principal de son transfert à Besiktas est qu’il avait assuré sa place stablement à Ankaraspor.
Erhan est un joueur ayant une bonne discipline et capable de faire des bonnes attaques par les ailes.
En août 2013 il signe pour le club de Kayseri Erciyesspor.

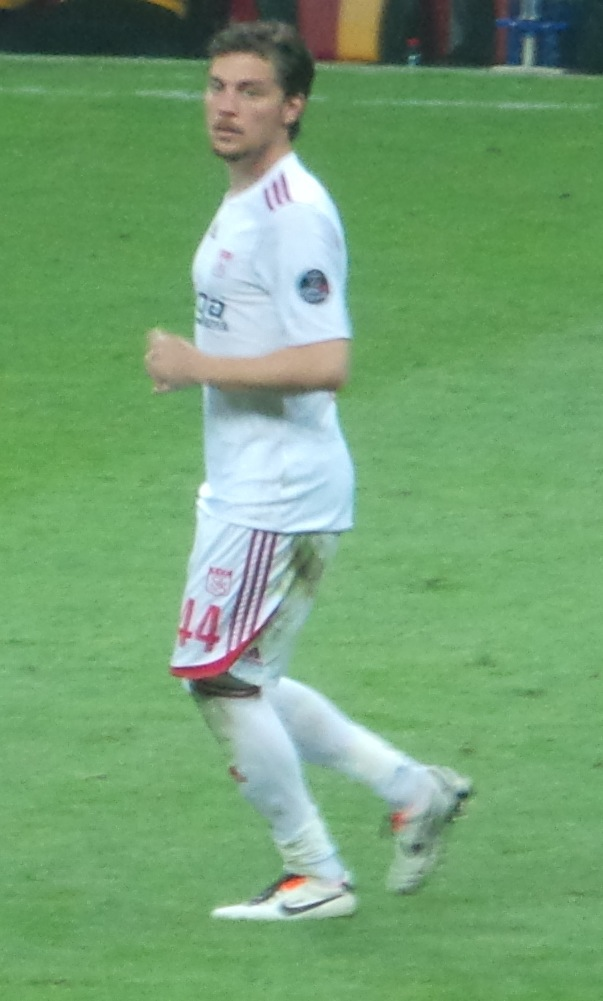
Erhan Güven avec Sivasspor
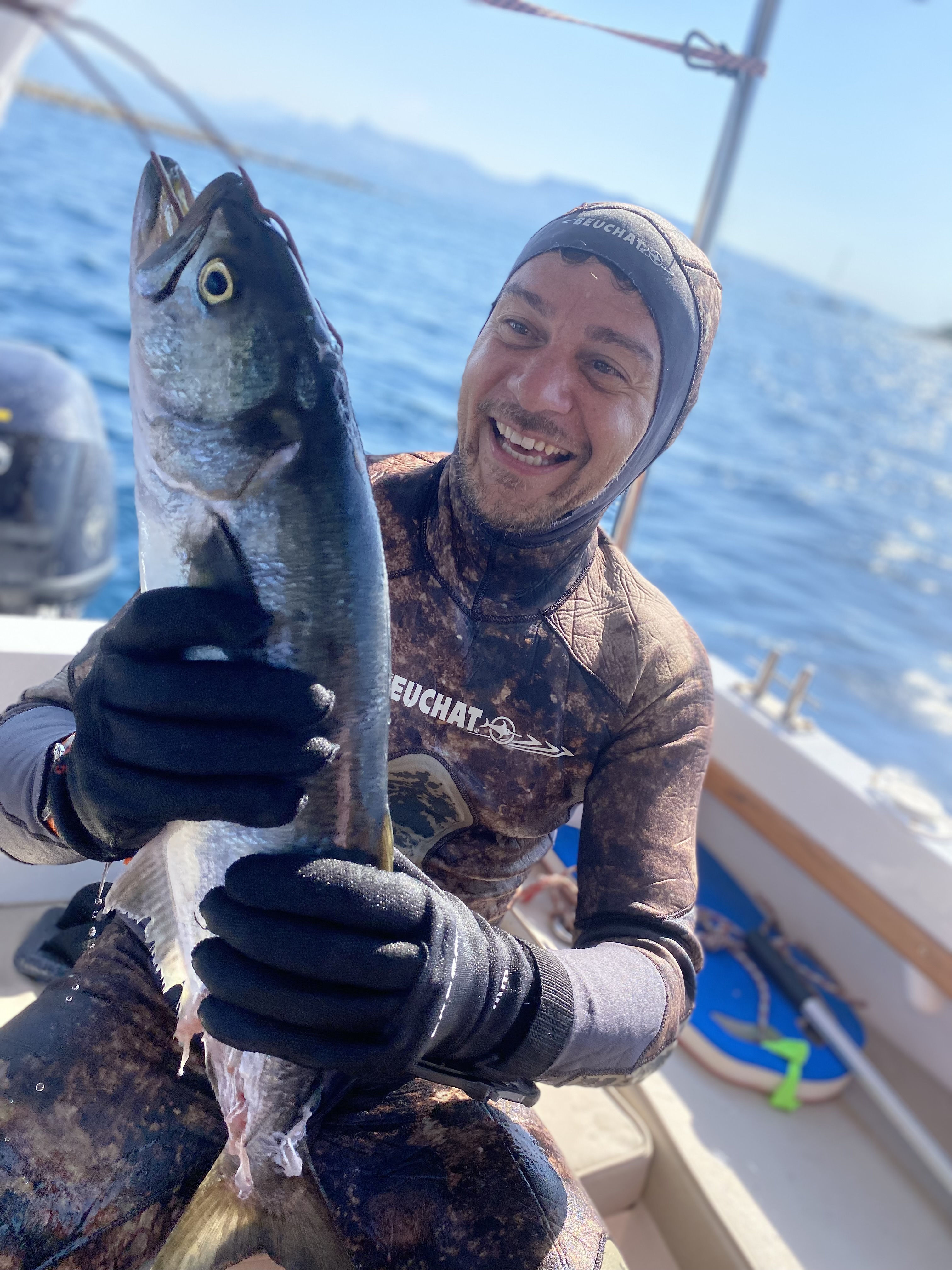
Erhan Güven à Bodrum avec un Kofana
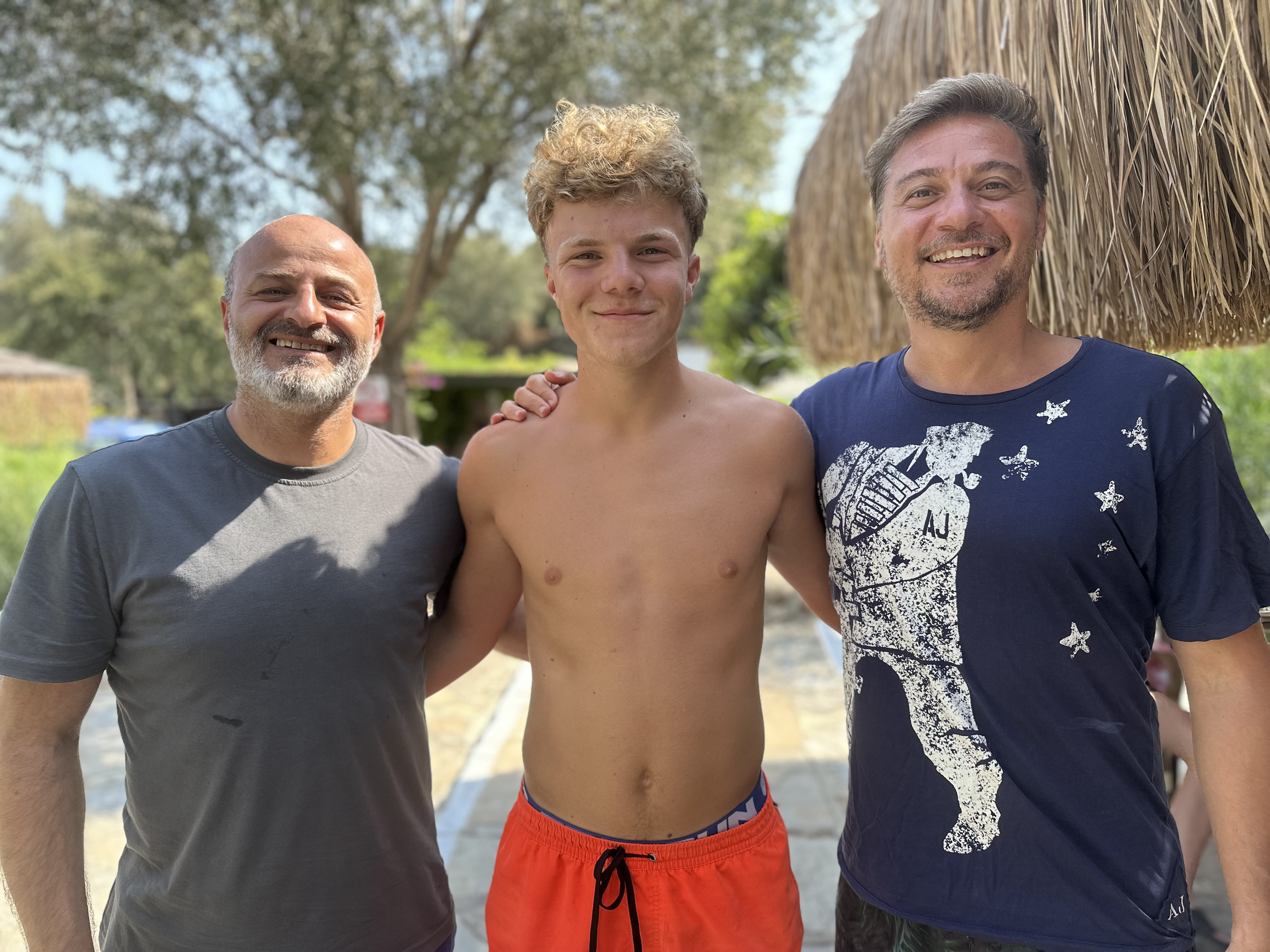
Okan Öztürk, Thibault Bruetschy (FCM), Erhan Güven